# Patrick Augustine Sheehan
Patrick Augustine Sheehan irisch: An Canónach Pádraig Aguistín Ó Síothcháin (* 17. März 1852 in Mallow, Grafschaft Cork; † 5. Oktober 1913 in Doneraile, Grafschaft Cork) war ein irischer römisch-katholischer Priester und Schriftsteller.

## Leben

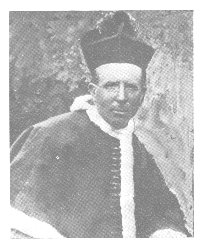
Kanonikus Patrick Augustine Sheehan von Doneraile

Patrick Augustine Sheehan wurde am 17. März 1852 in der Marktstadt Mallow der Grafschaft Cork als Sohn des Patrick Sheehan und der Johanna Regan als drittes von fünf Kindern geboren. Dem Pfarrregister gemäß wurde ihm wenige Tage später durch den damaligen Stadtpfarrer J. C. Wigmore, in der Anwesenheit des Taufpaten und der Patin, Timothy Cronin und Mary Ann Relehan, das Taufsakrament gespendet. Seine Eltern starben, als er 11 Jahre alt war. Für Sheehan, seinen Bruder und seine beiden Schwestern übernahm der Dorfpfarrer und spätere Bischof von Cloyne, John McCarthy, die Vormundschaft.
Seine Schulbildung erhielt der früh an Literatur Interessierte im Heimatort Mallow und am Knabenseminar des Bistums Cloyne in Fermoy. Ab 1869 studierte er am St. Patrick's College in Maynooth. Obwohl ihn die theologischen Kurse wenig anzogen und trotz einer längeren Krankheit schloss er das Studium bereits mit 22 Jahren ab und musste bis zum Erreichen des Mindestalters ein Jahr warten, bevor er am 18. April 1875 durch den Bischof von Cork, William Delany, die Priesterweihe empfing.
Nach der Priesterweihe ging er nach Exeter im englischen Bistum Plymouth, wo viele irische Emigranten lebten. Hier begründete er seinen Ruf als herausragender Prediger. Zu seinen Aufgaben gehörte die Gefängnisseelsorge im Gefängnis von Dartmoor, in dem er einer Reihe von Beteiligten des Aufstands der Fenier von 1867 traf. Diesen widmete er später den Roman Glenanaar. Nach zwei Jahren kehrte er nach Irland zurück und wirkte als Kuratus in Mallow und Cobh. Er wurde am 4. Juli 1895 zum Gemeindepfarrer der Gemeinde von Doneraile in der Grafschaft Cork in Irland eingesetzt, wo er auch viele seiner Werke verfasste.
Im Jahr 1904 wurde er zum Domkapitular des Domkapitels des Bistums Cloyne ernannt. Zu diesem Zeitpunkt war er bereits als Schriftsteller bekannt. Trotzdem war er später weniger unter seinem vollen Namen als unter der Bezeichnung Canon Sheehan (Kanonikus oder Domherr Sheehan) bekannt.
Sein Werk widmete sich insbesondere der Darstellung sozialer Probleme wie Armut und Hunger auf dem Land. Es war in der katholischen Literaturszene nicht unumstritten. „Man entrüstet sich über den trefflichen Sheehan, dass er in seinen herrlichen Seelsorgeromanen Mein neuer Kaplan und Lukas Delmege nicht alle Geistlichen als Idealgestalten gezeichnet hat.“ Im Verlauf des 20. Jahrhunderts geriet Sheehan weitgehend in Vergessenheit.

## Werke
- Geoffrey Austin, Student (1895).
  - deutsch: Geoffrey Austin, Cologne 1904
  - französisch: Geoffrey Austin, P. Lethielleux, Paris n. d.
- The Triumph of Failure (1901).
  - deutsch: Der Erfolg des Mißerfolgs, übersetzt von Oskar Jacob, Stehl, Kaldenkirchen, 1902.
  - niederländisch: Succes door Mislukking, R.K. Boekcentrale, Amsterdam.
  - französisch: Succès dans l'Échec, Éditions P. Lethielleux, Paris 1906.
  - italienisch: Il Trionfo dell'Insuccesso, übersetzt von Marilinda Machina, Edizioni Paoline, Francavilla-al-mare 1968.
- My New Curate (1899).
  - deutsch: Mein neuer Kaplan: Erzählung aus dem irischen Priesterleben, übersetzt von Oskar Jacob, J.P. Bachem Verlag, Köln 1900.
  - französisch: Mon Nouveau Vicaire, Éditions Pierre Dumont, Limoges 1901.
  - ungarisch: Az én új káplánom : elbeszélés, Budapest: Staphaneum Ny., 1904.
  - niederländisch: Mijn nieuwe kapelaan / naar het Engelsch van P.A. Sheehan ; vert. uit het Engels door Marie van Beek ; met een "woord vooraf" van H. Ermann, Van Leeuwen, Leiden (1904).
  - tschechisch: Mūj Nový Kaplan, übersetzt von Alois Koudelka (unter dem Pseudonym O.S. Vetti), Jan Otto, Prague 1906.
  - spanisch: Mi Nuevo Caodjutor: Sucesos de la vida de un anciano parroco irlandés, Übersetzung für M.R. Blanco del Monte, Friburgo de Bresgovia 1908, weitere Ausgabe Madrid 1910.
  - irisch: An Sagart Óg, übersetzt von Pádraig Ó Corcordha, Oifig an tSoláthair, Dublin, 1935.
  - italienisch: Il Mio Nuovo Cappellano, Edizioni Paoline, Roma 1954, weitere Ausgabe: Il Mio Nuovo Curato. giornale umoristico di un vecchio prevosto d'Irlanda, übersetzt von F. Zanetti, Benedetto Bacchini, Milan.
- Mariae Corona, Collection of Sermons and Essays.
- Luke Delmege 1901.
  - flämisch: Luke Delmege, übersetzt von J.J. Raken, P. Brand, Bussum.
  - ungarisch: Delmege Lukács : regény az ír lelkipásztori életből, Budapest: Egyházi Közlöny, 1905 Budapest, Stephaneum Ny
  - deutsch: Lukas Delmege, Regensburg 1912.
  - tschechisch: Lukáš Delmege, übersetzt von Alois Koudelka, Kralín, Prag 1912.
  - spanisch: Luke Delmege, Castellano, London 1932.
- The Canticle of the Magnificat, Dublin 1901.
- Under the Cedars and the Stars, Dolphin Press, Philadelphia 1903.
  - Ausgabe für die Catholic Truth Society of Ireland: Brown and Nolan, Dublin 1904.
  - US-Ausgabe: Benziger Brothers, New York 1906.
- Glenanaar, 1905, ISBN 0-86278-195-7.
  - slowenisch: Dolina Krvi, übersetzt von Izidor Cankar, Ljubljana, Katoliška bukvarna, 1909.
  - tschechisch: Pohozené Dítě, Kotrab, Prag, 1909.
  - ungarisch: Az üldözöttek : irországi regény, übersetzt von -Y -E, in zwei Bänden, Budapest: Szt. István Társ., 1910.
  - irisch: Gleann an Áir: Úirsceal ar Shaoghal i nÉirinn, übersetzt von Tomás de Bhial, Oifig an tSoláthair, Dublin 1931.
- A Spoiled Priest and Other Stories, 1905.
- Early Essays and Lectures. London: Longmans, Green, & Co., 1906.
- Der Erfolg des Mißerfolgs, Kaltenkirchen, 1906.
- Lisheen, 1907.
  - deutsch: Lisheen oder Der Prüfstein der Geister, übersetzt von Oskar Jacob, Einsiedeln 1914.
  - slowenisch: Kresalo Duhov, übersetzt von Izidor Cankar und Narte Velikonja, Katoliška bukvarna, Ljubljana 1917.
  - französisch: L'expérience de Robert Maxwell, übersetzt von Alphonse Burgoin, J. Dupuis [et] fils, Paris 1937.
  - irisch: Lisín, übersetzt von Séamus Ó Grianna, Oifig an tSoláthair, Dublin 1939.
- Das Christtagskind, Styl, 1907.
- Parerga, 1908.
- The Blindness of Dr. Gray, or The Final Law, 1909.
  - deutsch: Von Dr. Grays Blindheit, Einsiedeln 1911.
  - ungarisch: Gray doktor vaksága, vagy A legfőbb törvény , Pallas, Budapest 1923.
- The Intellectuals. An Experiment in Irish High Club-Life, 1911.
- The Queen's Fillet, 1911.
  - flämisch: De haarband van de koningin, übersetzt von Th.B.J. Wilmer, Van Leeuwen, Leiden 1912.
  - deutsch: Das Haarband der Königin, übersetzt von Oskar Jacob, Einsiedeln 1919.
  - irisch: Filéad na bainríoghaine, übersetzt von Séamus Ó Grianna, Oifig an tSoláthair, Dublin 1940.
  - italienisch: La Benda della Regina, übersetzt von Emma Masci Kiesler, Milano 1970.
- Miriam Lucas, 1912.
  - deutsch: Miriam Lucas, Einsiedeln 1918.
- The Graves at Kilmorna, 1915.
  - deutsch: Die Gräber von Kilmorna, übersetzt von Oskar Jacob, Einsiedeln 1926.
  - irisch: Uaigheanna Chill Mhóirne, übersetzt von Domhnall Ó Grianna, Oifig Díolta Foillseacháin Rialtais, Dublin, 1933
- Sermons, New York, 1920.
- Der Ausgestoßene, Saarlouis 1920.
- Cithara Mea. Poems.
- Our Personal and Social Responsibilities, Dublin.
- An Aged and Youthful Confessor, Dublin.
- Thoughts on the Immaculate Conception, Dublin 1924.
- Sprawa Odłożna; Mnisi z Trabolganu: Opowiadnia, Warsaw 1924.
- Tristram Lloyd, (1928)
  - französisch: Tristram Lloyd, übersetzt von E. Masson, Éditions P. Lethielleux, Paris 1930.
  - spanisch: Tristram Lloyd, übersetzt von Emilio Sanz Pertegas, Bilbao-Madrid, Pia Sdad. S. Pablo.
  - deutsch: Tristram Lloyd, übersetzt von Friedrich Ritter von Lama, Haas und Grabherr, Augsburg 1930.
  - italienisch: Tristram Lloyd, übersetzt von Prof. A. Galli (Modena), Alba 1942.
- The Greatest Doctor, Dublin 1930.
- How Character is Formed, Dublin 1933.